# 宮城県道56号仙台三本木線
宮城県道56号仙台三本木線（みやぎけんどう56ごう せんだいさんぼんぎせん）は、宮城県仙台市泉区と大崎市を結ぶ県道（主要地方道）である。

## 概要
泉区鳥居原交差点（国道4号交点）から黒川郡を経由して、大崎市大豆坂（まめざか）交差点（国道4号交点、道の駅三本木前）とを結ぶ主要地方道である。並行する国道4号の迂回路としての利用が可能（仙台から大崎以北への最短経路）。
いずれも4車線化が完了している県道3号塩釜吉岡線と県道57号大衡落合線の間の約1.5kmの区間は2車線であり渋滞が頻発していることから、4車線化事業が行われる予定である。

### 路線データ
- 実延長：23.2 km（仙台市管理分：1,740.0 m、宮城県管理分：21,473.7 m）[2][3]
- 起点：仙台市泉区七北田鳥居原（国道4号交点）
- 終点：大崎市三本木大豆坂（国道4号交点）

## 歴史
- 1993年（平成5年）5月11日 - 建設省から、県道西成田泉線・県道宮床鳥谷線の一部・県道塩釜吉岡線の一部・県道大和幡谷線の一部・県道三本木大和線が仙台三本木線として主要地方道に指定される[4]。
- 1994年（平成6年）3月18日 - 宮城県が県道56号として「仙台三本木線」を路線認定。[5]同時に一般県道80号宮床鳥屋線[注釈 1]、81号西成田泉線、92号三本木大和線を路線廃止。[6]
- 2008年（平成20年）5月 - 沿道の大和流通工業団地（流通平）にパナソニックEVエナジー（現：トヨタバッテリー）が工場建設を決定。
- 2015年（平成27年） - 沿道の工業団地へ向かう車両の増大に伴う渋滞激化への対応として、落合相川地区への右折レーン設置工事を実施。
- 2022年（令和4年） - 大和町落合地区（県道塩釜吉岡線と県道大衡落合線間 L=1.5km）の４車線化が新規事業化される。

## 路線状況

### 重複区間
- 宮城県道3号塩釜吉岡線：黒川郡大和町鶴巣太田 - 黒川郡大和町落合舞野
- 宮城県道9号大和松島線：黒川郡大和町鶴巣 - 黒川郡大和町落合舞野
- 宮城県道16号石巻鹿島台色麻線：黒川郡大衡村駒場 地内

### 交通量[7]
令和３年度・12時間交通量
- 仙台市泉区山の寺１丁目 - 7,975台（推計値）
- 富谷市明石下向田 - 7,637台
- 富谷市西成田南田 - 9,138台
- 富谷市西成田千刈沖 - 6,504台
- 大和町落合相川堰昭 - 8,288台
- 大和町落合松坂赤坂 - 3,323台
- 大崎市三本木大豆坂 - 7,000台

## 地理

### 通過する自治体
- 仙台市（泉区）
- 富谷市
- 黒川郡
  - 大和町
  - 大衡村
- 大崎市

### 交差する道路
- 国道4号（起点）

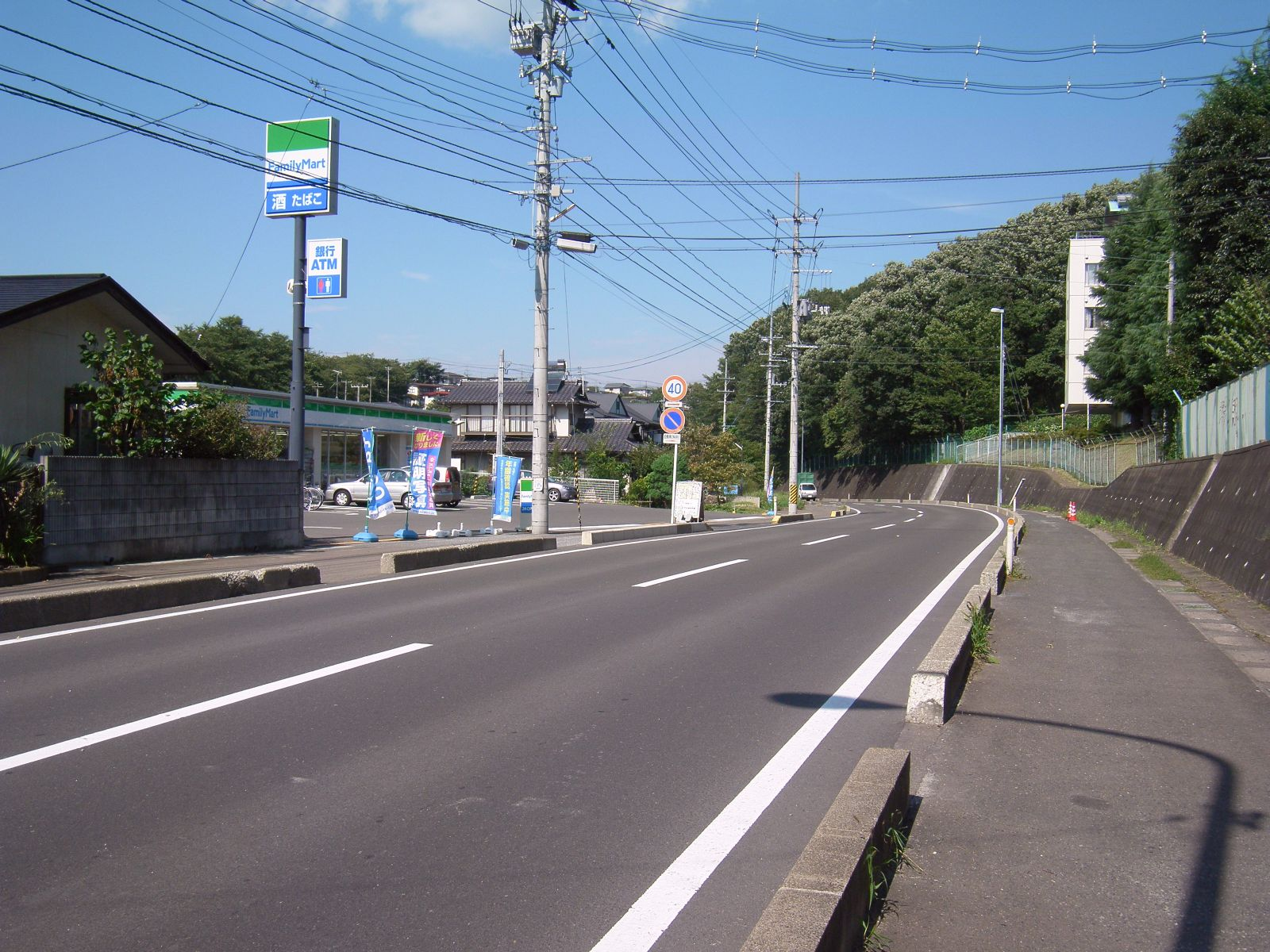
仙台市泉区（2008年9月）

- 宮城県道256号西成田宮床線（富谷市西成田新千刈沖）
- 宮城県道3号塩釜吉岡線（黒川郡大和町鶴巣太田）
- 宮城県道9号大和松島線（黒川郡大和町鶴巣北目）
- 宮城県道3号塩釜吉岡線・宮城県道9号大和松島線（黒川郡大和町落合舞野）
- 宮城県道241号大和幡谷線（黒川郡大和町落合相川）
- 宮城県道57号大衡落合線（黒川郡大和町落合松坂）
- 宮城県道16号石巻鹿島台色麻線（黒川郡大衡村駒場）
- 東北自動車道 三本木スマートインターチェンジ（大崎市三本木大豆坂、市道を経由して接続）
- 宮城県道157号中新田三本木線（大崎市三本木大豆坂）
- 国道4号（終点）

### 沿線の施設等
- 東北学院榴ケ岡高等学校
- 東北学院大学泉キャンパス
- 仙台市立向陽台中学校
- 宮城県動物愛護センター
- 大和町立鶴巣小学校
- 大和流通工業団地
- 大崎市三本木総合支所
- 道の駅三本木　やまなみ
- 三本木亜炭記念館